# Rhynchosia swartzii
Rhynchosia swartzii är en ärtväxtart som först beskrevs av Anna Murray Vail, och fick sitt nu gällande namn av Ignatz Urban. Rhynchosia swartzii ingår i släktet Rhynchosia och familjen ärtväxter. Inga underarter finns listade i Catalogue of Life.